# كلاس فيرمولين
كلاس فيرمولين (بالهولندية: Klaas Vermeulen)‏ هو لاعب هوكي الحقل هولندي، ولد في 4 مارس 1988 في أوترخت في هولندا.

## وصلات خارجية
- كلاس فيرمولين على موقع أوليمبيديا (الإنجليزية)